# تئوفان یونانی
تئوفان یونانی (انگلیسی: Theophanes the Greek; ح. 1330/1340 – ح. 1410) هنرمند یونانیان بیزانس بود که عمدتاً در روسیه فعالیت می‌کرد.
او تأثیر زیادی بر سبک نقاشی در ولیکی نووگورود و مسکو در قرن پانزدهم میلادی داشت. همچنین، به‌عنوان استاد و مربی آندری روبلف، بزرگ‌ترین نقاش شمایل روسی در زمان خود، شناخته می‌شود.

## زندگی و آثار
تئوفان اهل قسطنطنیه، پایتخت امپراتوری بیزانس بود. طبق نامه‌ای از اپیفانیوس خردمند، او پیش از مهاجرت به روسیه، کلیساهایی را در قسطنطنیه، خلقیدون، گالاتا و فئودوسیا نقاشی کرده بود. در سال ۱۳۷۰، به ولیکی نووگورود نقل مکان کرد. در منابع اولیه از چندین چرخه فرسکو اثر او نام برده شده، اما تنها بخش کوچکی از یکی از آن‌ها باقی مانده است که در کلیسای تجلی در خیابان الینا در نووگورود (۱۳۷۸) قرار دارد. این اثر بازمانده، یکی از برترین نمونه‌های هنر قرون‌وسطایی روسیه محسوب می‌شود و سبک خاص بیزانسی او را که به روسیه آورد، به نمایش می‌گذارد.
سبک او از نظر بیانگری، که با نقاشی تقریباً تک‌رنگ به دست آمده است، بی‌نظیر محسوب می‌شود. برخی از هم‌عصرانش اظهار کرده‌اند که او به نظر می‌رسد «با یک جارو نقاشی می‌کند»، اشاره‌ای به اجرای جسورانه و گستردهٔ او در برخی از بهترین فرسکوهایش (به‌عنوان نمونه، سن ماکاریوس مصری) که در هنر بیزانسی بی‌نظیر است. شخصیت‌های او دارای ویژگی‌های بسیار مشخص هستند و ضربات قلم‌مو، احساس انرژی و بیانگری خاصی را منتقل می‌کند.
طبق نامهٔ اپیفانیوس، تئوفان در نیژنی نووگورود نیز کار کرده است. او در اوایل دههٔ ۱۳۹۰ به مسکو نقل مکان کرد. یکی از فرسکوهای غیردینی او، منظره‌ای از مسکو بود که در کاخ ولادیمیر دلیر، شاهزادهٔ سرپوخوف، نقاشی شده بود. همچنین اثری ناشناخته در کاخ واسیلی یکم به او نسبت داده شده است. گفته می‌شود که تئوفان سه کلیسا را نیز تزئین کرده است. مجموعه‌ای از نه شمایل بزرگ در کلیسای جامع اننسیشن، مسکو در کرملین مسکو به او نسبت داده می‌شود که در حدود سال ۱۴۰۵ نقاشی شده‌اند. این شمایل‌ها در کلیسای جامع کنونی همچنان حفظ شده‌اند. همچنین گفته شده که او تصویری از «شهری با تمام جزئیاتش» را در کلیسای جامع فرشته مقرب نقاشی کرده است.
مردم مسکو از تئوفان به‌عنوان «آگاه به فلسفه» یاد می‌کردند که نشان‌دهندهٔ دانش وسیع و فرهیختگی اوست. انعکاس این مسئله را می‌توان در شمایل تجلی عیسی دید، جایی که هندسهٔ مسحورکننده و درخشندگی پیکر عیسی با آشفتگی منظم حواریون که مانند عروسک‌هایی در نور نامخلوق کوه تابور پراکنده شده‌اند، متعادل شده است. توازن هماهنگی ریاضی در خطوط و اشکال، همراه با استفادهٔ استادانه از طیف رنگ‌های خاکی و روکش طلا، معنویت عمیقی را القا می‌کند و نشان‌دهندهٔ نبوغ این نقاش نسبتاً ناشناخته است.
طبق یک منبع هم‌دوره، تئوفان در زمینهٔ تذهیب نیز شهرت داشت. هیچ اثری امضاشده یا مستند از او شناخته نشده، اما چندین نمونه بر اساس سبک به او نسبت داده شده است.

## آثار برجسته

### فرسکوها
تئوفان دیوارها و سقف‌های بسیاری از کلیساها را با فرسکو تزئین کرد، از جمله:
- کلیسای تجلی در خیابان الینا در ولیکی نووگورود (۱۳۷۸)
- کلیسای میلاد در کرملین (۱۳۹۵)، به‌همراه سیمیون چورنی
- کلیسای جامع فرشته مقرب در کرملین مسکو (۱۳۹۹)
- کلیسای جامع اننسیشن، مسکو در کرملین مسکو (۱۴۰۵)

### شمایل‌ها
اگرچه تئوفان شمایل‌های صفحه‌ای نیز خلق کرده است، اما آثار منسوب به او موضوع بحث‌های آکادمیک شدیدی بر اساس شواهد تاریخی بوده است. پیش از این بحث‌ها، او به‌طور سنتی به‌عنوان خالق شمایل‌های معروفی شناخته می‌شد، از جمله:
- بانوی ما از دون (احتمالاً ۱۳۸۰)
- به خواب رفتن مریم مقدس (۱۳۹۲)
- مریم مقدس و یحیی از آیکونوستاس کلیسای جامع اننسیشن، مسکو در کرملین مسکو (احتمالاً ۱۴۰۵)

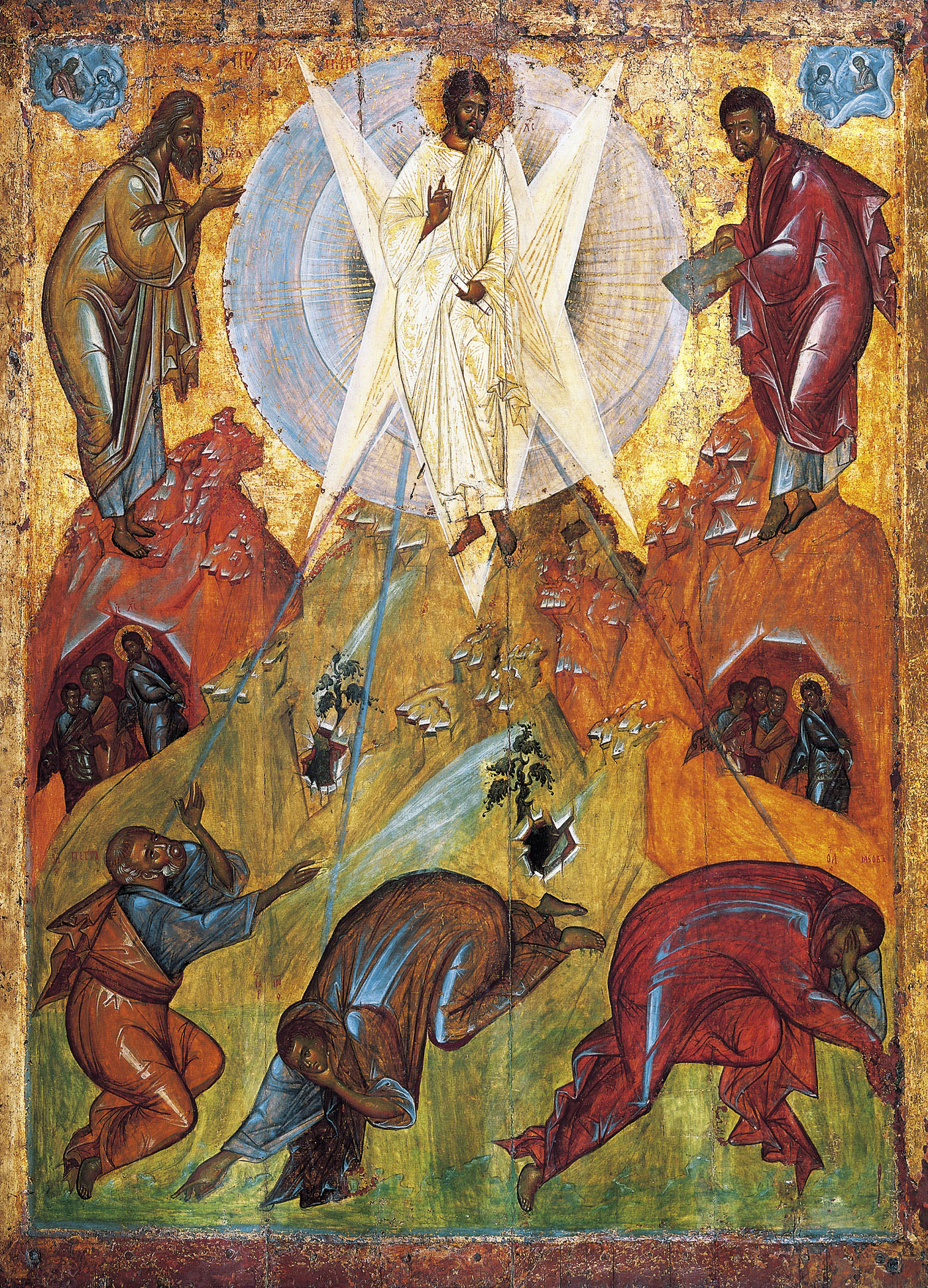
تجلی عیسی (۱۴۰۸)
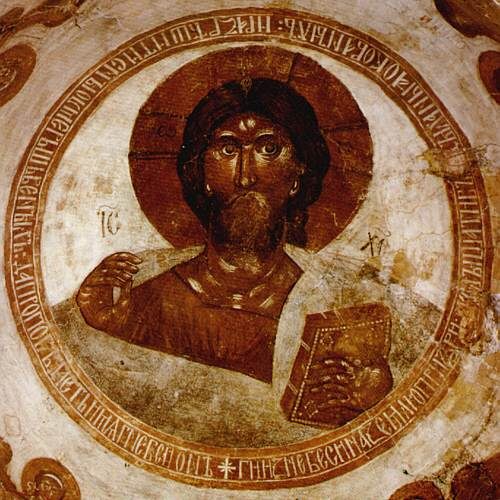
مسیح قادر مطلق
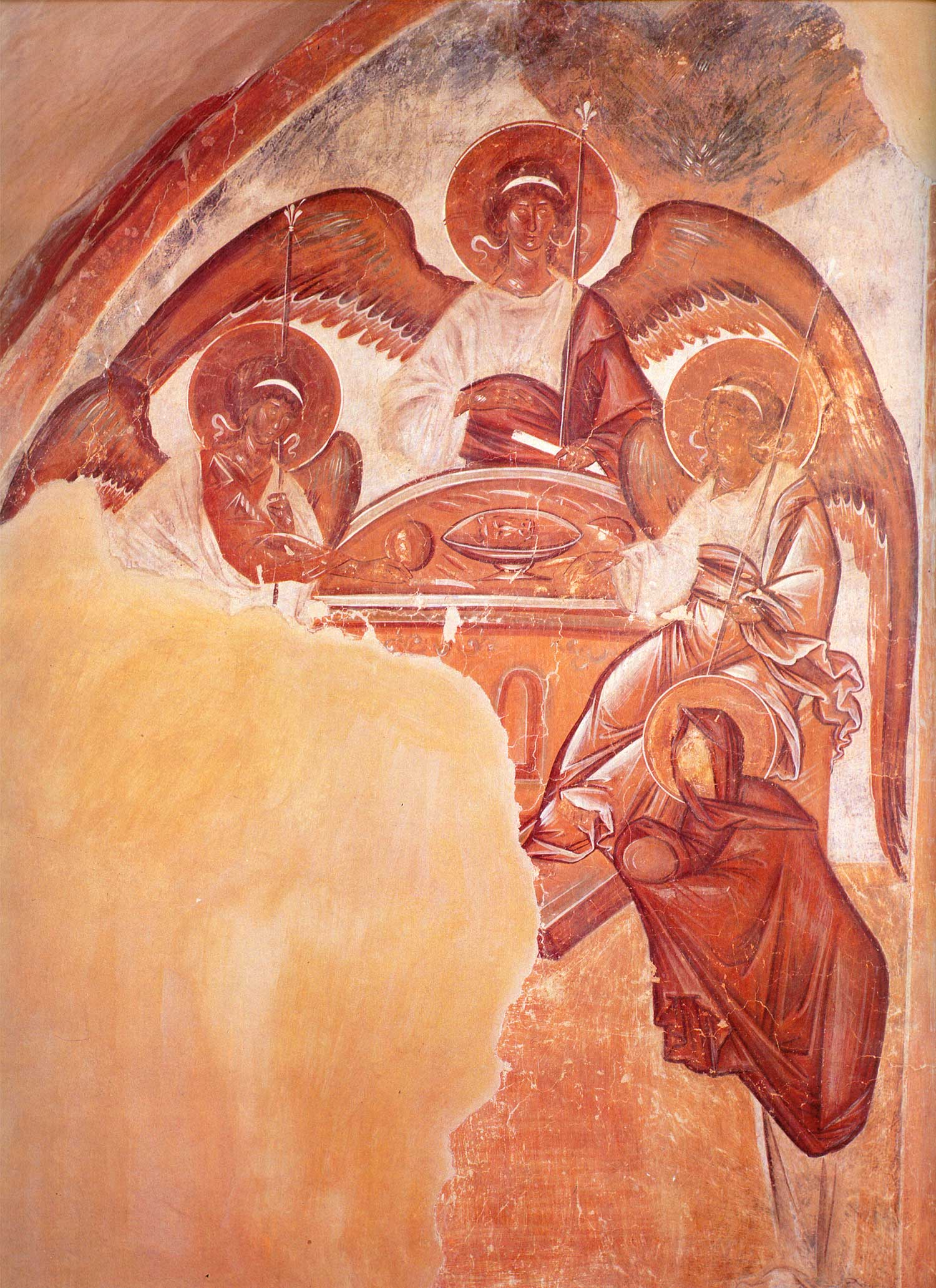
تثلیث
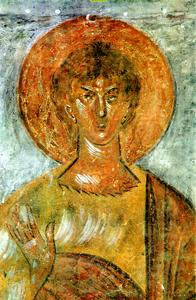
هابیل
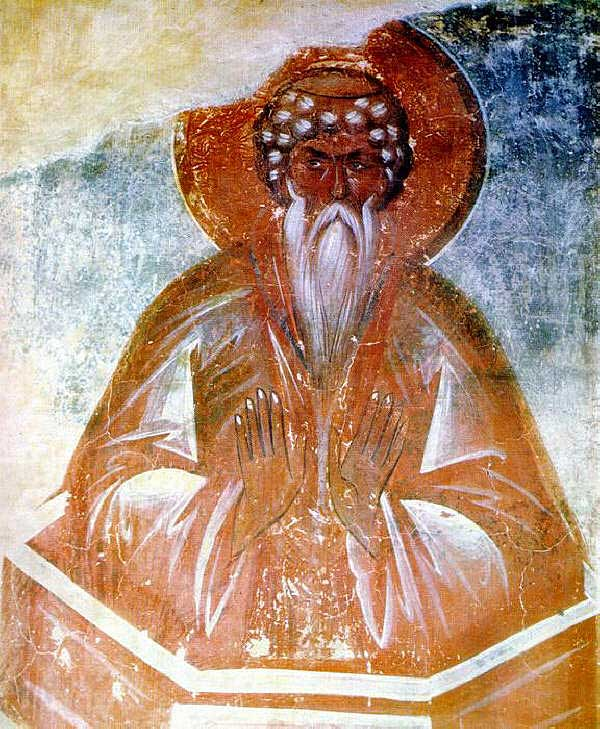
دانیال زاهد
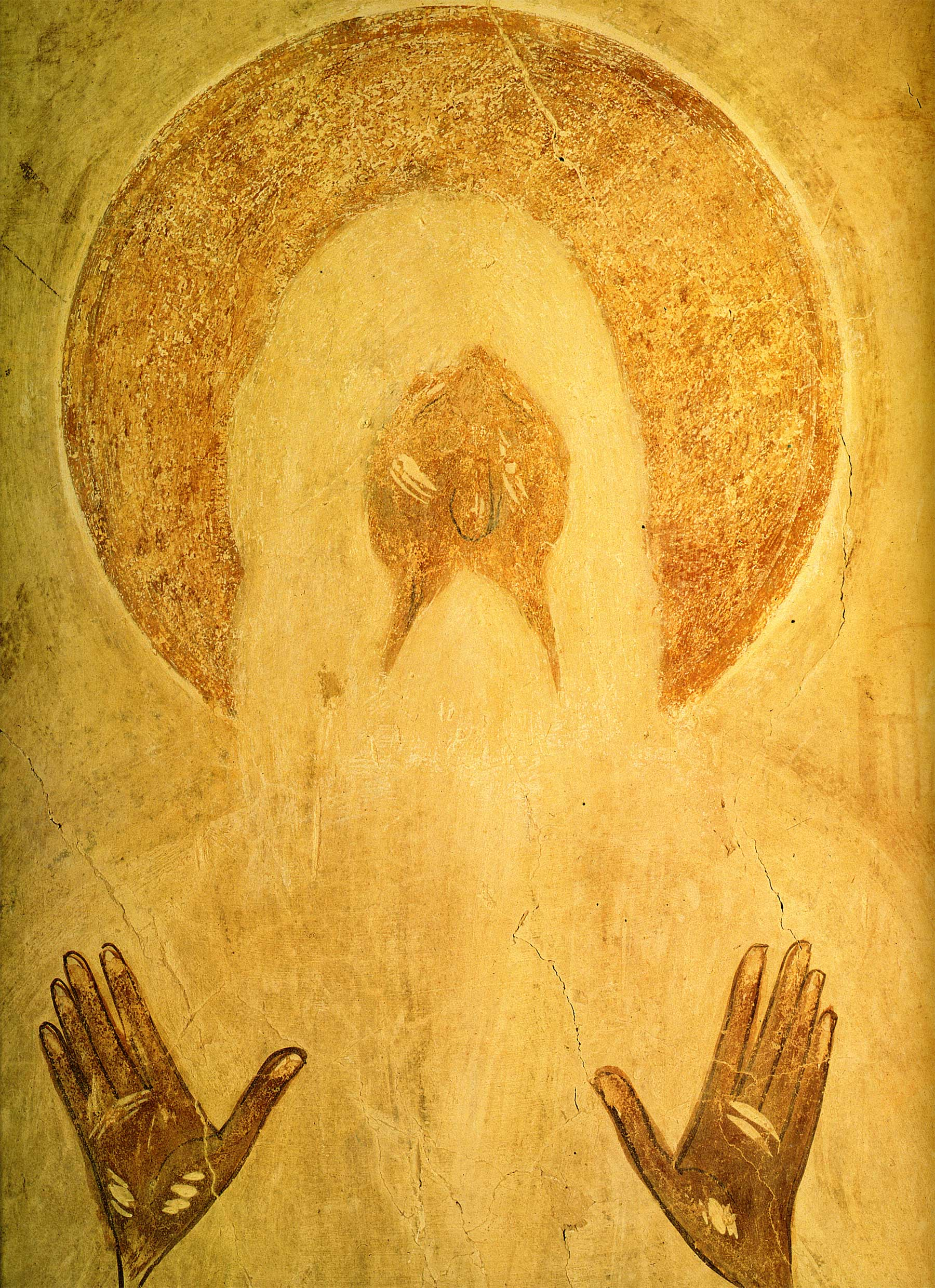
ماکاریوس مصری

## نگارخانه

### فرسکوها
- تجلی عیسی (۱۴۰۸)
- مسیح قادر مطلق
- تثلیث
- هابیل
- دانیال زاهد
- ماکاریوس مصری

### شمایل‌ها

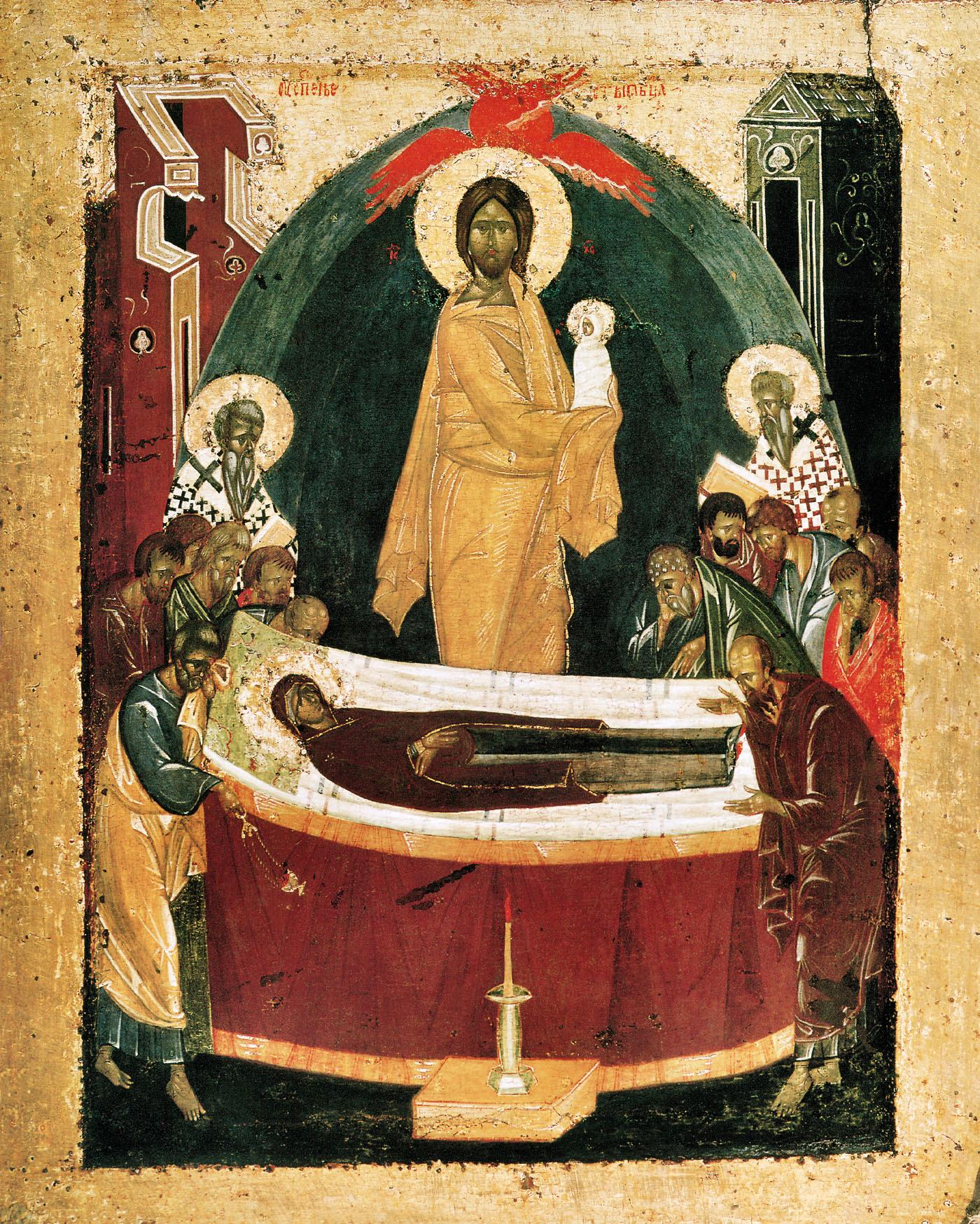
به خواب رفتن مریم مقدس (اوسپنی بوگورودیتسی)
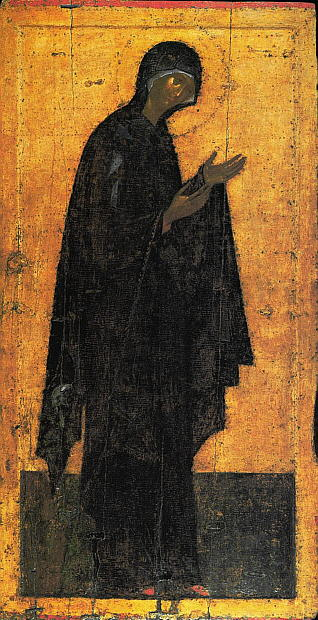
مریم مقدس، کلیسای جامع اننسیشن، مسکو در کرملین مسکو
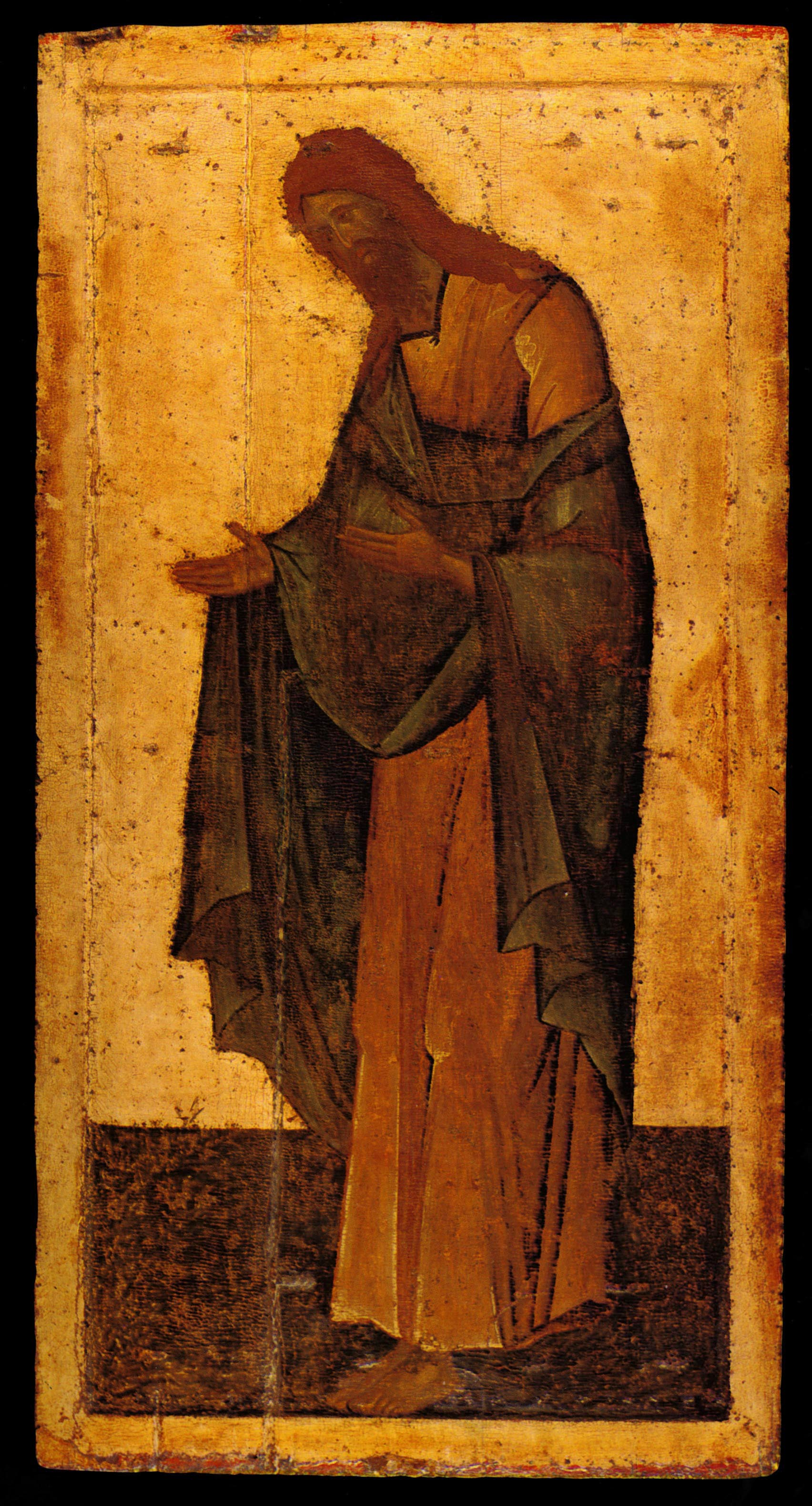
یحیی (جفت با مریم مقدس)
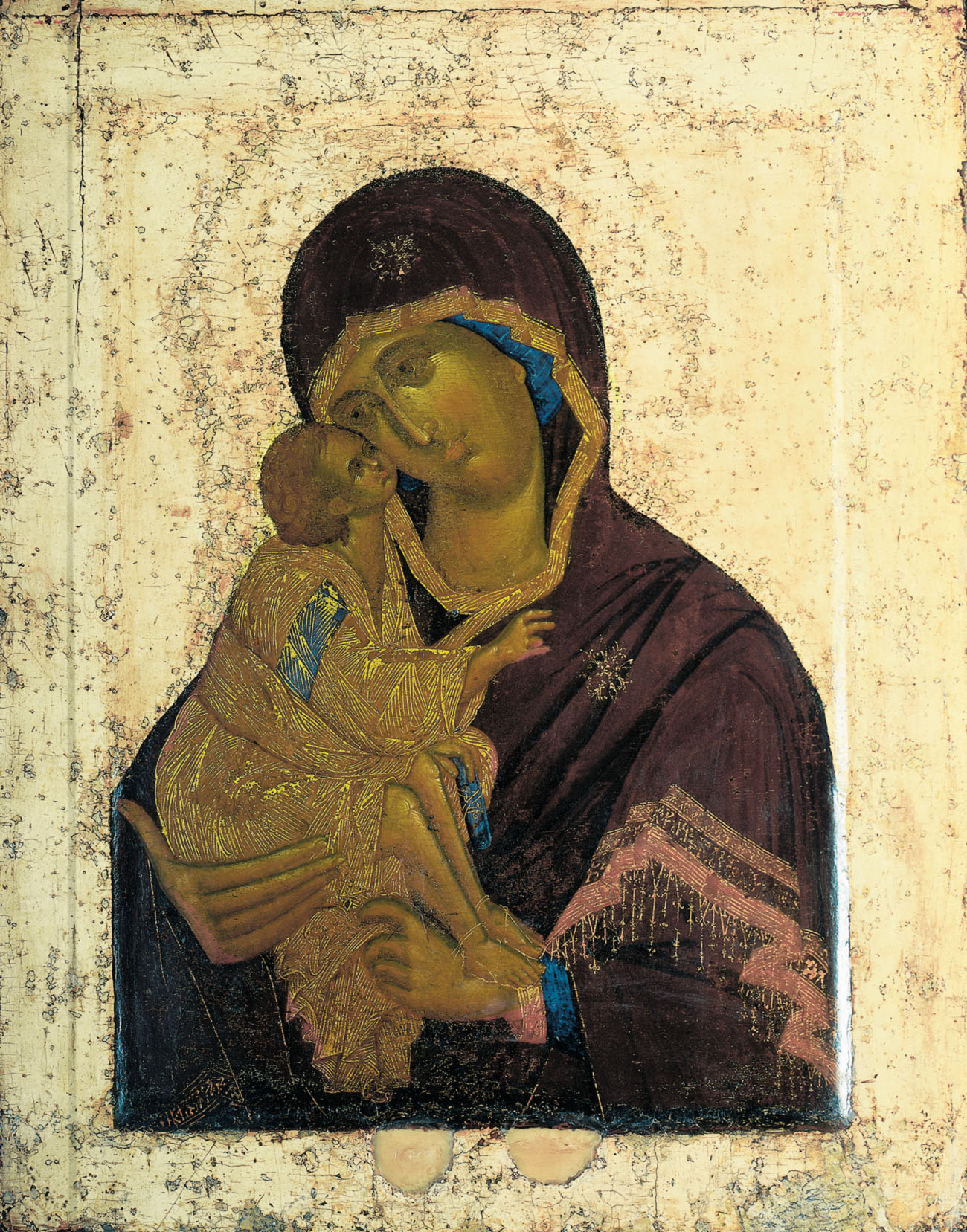
بانوی ما از دون